# Evala

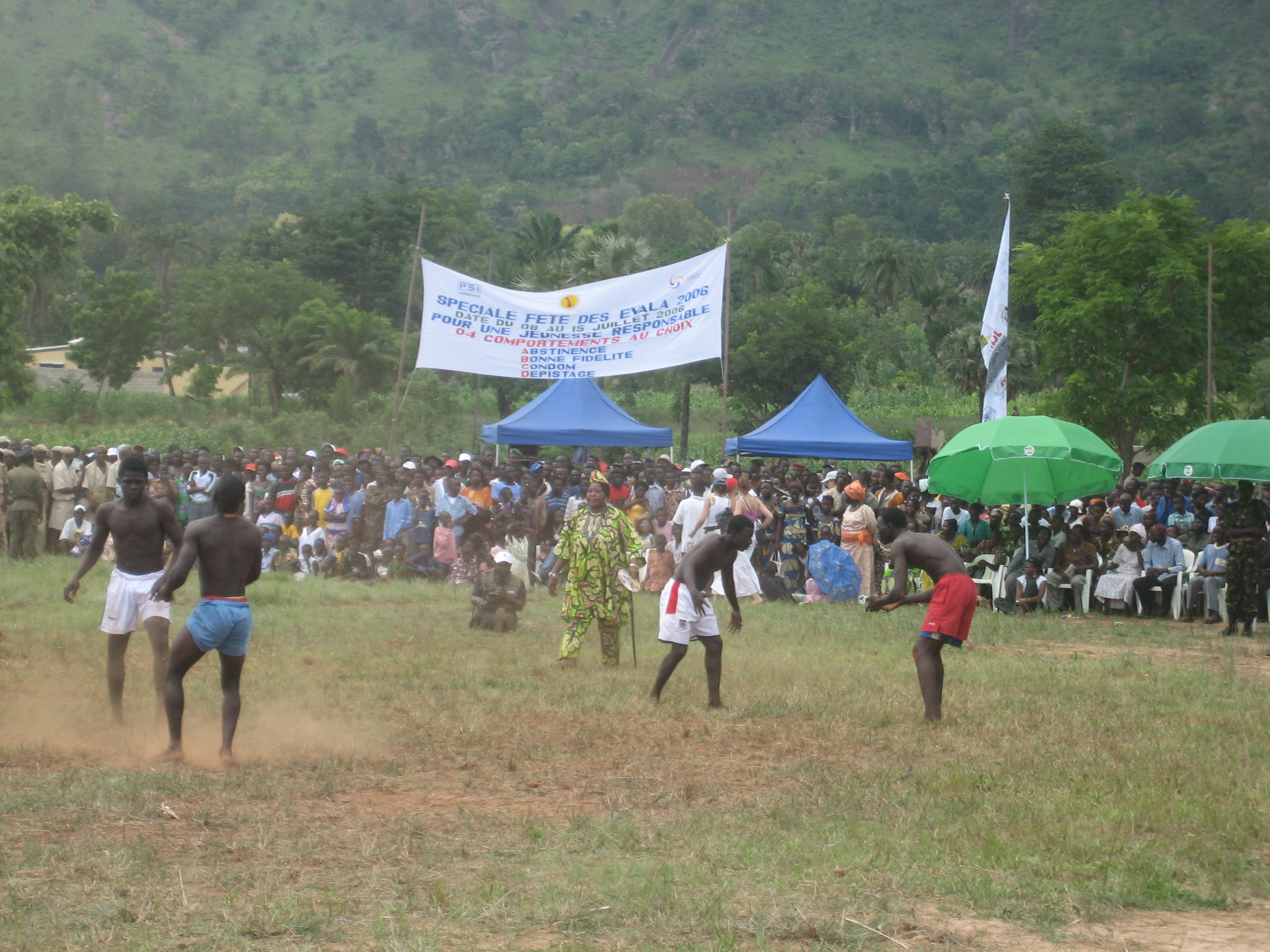
Festival Évala en pays kabiyé

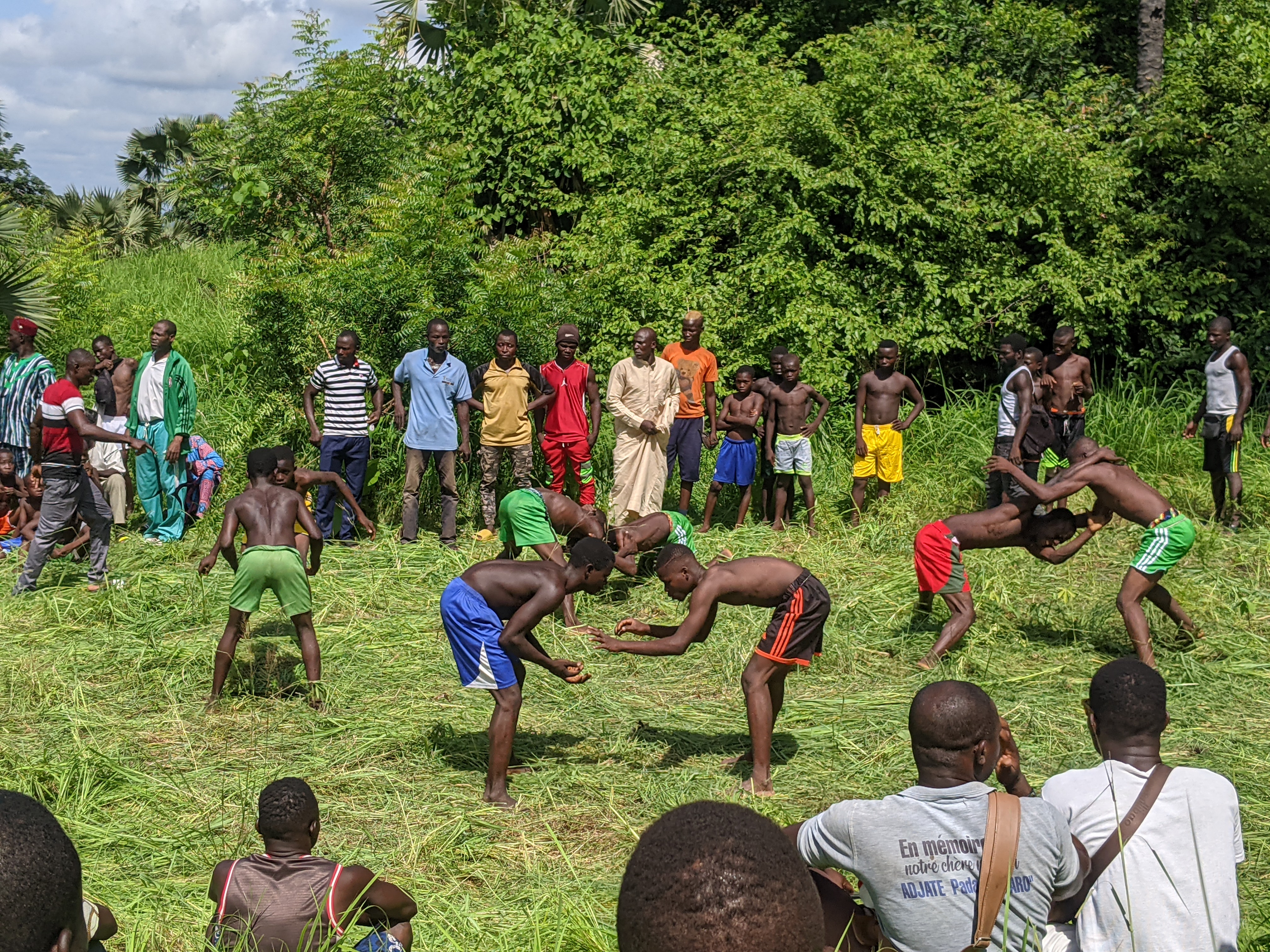
Evala 2023 : lutte préliminaires des jeunes de Lama

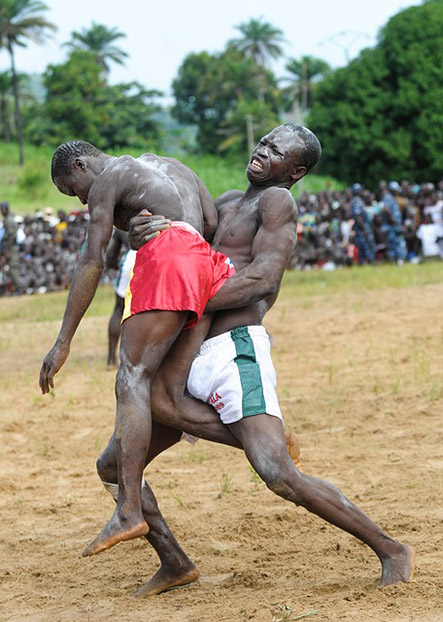
Empoignade entre deux Évala

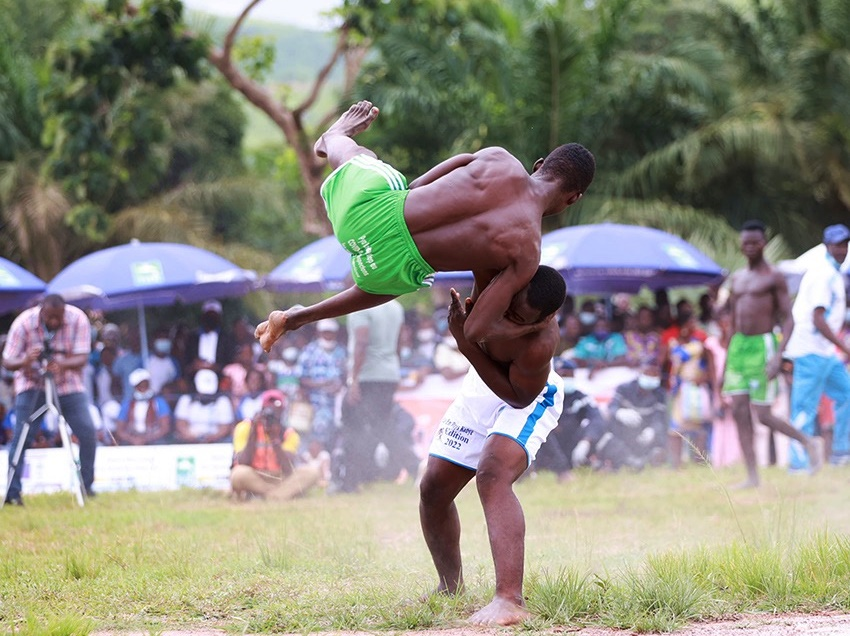
Empoignade entre deux Évala

Les Évala sont des rites initiatiques pratiqués en pays Kabyè, dans la région de Kara, au nord du Togo. Ces rites marqués principalement par la lutte et d'autres cérémonies, marquent le passage à l'âge adulte pour les jeunes de 18 à 20 ans.

## Origines
L’histoire retient que c’est au milieu du XIIIe siècle que les premières manifestations de cette lutte ont eu lieu en pays kabyè avec le sacre de deux personnages Tchablime du village de Kpédaw et son adversaire Fawokézié de Kolidè dont la lutte a donné le ton aux compétitions inter-villages. Ces deux lutteurs ayant des aspects très différents.
Le mot Évalou est le singulier de Évala. Évalou est dit pour le jeune jeune homme qui a commencé les rites traditionnels de la lutte. Cette cérémonie se déroule au mois de juillet dans la préfecture de la Kozah dont le chef-lieu est la ville de Kara à 423 km au nord de Lomé.

## Description
Cette forme de tradition se déroule par une lutte traditionnelle entre deux jeunes garçons dont la finalité est de mettre à terre son adversaire.
Les cantons, sous le contrôle des chefs cantons, traditionnelles et villages, organisent des rencontres successives entre villages. Cette succession de luttes entre les villages conduit en phase finale ) la rencontre entre les deux meilleurs village, à l'issue de laquelle on assiste  à la victoire d'un village.
Evala est la toute première initiation à la vie d’homme de l’adolescent Kabiyé. Avant d’être soumis à ces rites, ces jeunes sont longtemps préparés psychologiquement et physiquement. En pays Kabyè, un jeune qui se dérobe à cette initiation subit des représailles des sages, de ses parents et de la société entière. Il est en quelque sorte exclu de la communauté.
La finalité première de cette opération est de formé le jeune adolescent à être endurant, courageux et le sens du stoïcisme. L’aspect culturel de l’évènement est rehaussé par les sacrifices que l’adolescent doit consentir: jeûne, abstinence sexuelle et les scarifications qui sont les signes extérieurs du guerrier.
L'aspect traditionnel de la cérémonie se révèle par la présence des sages de la communauté. Ce sont ces sages qui veillent au respect des règlements, assurant la direction et l'arbitrage des tournois. Les dates auxquelles se tiennent les cérémonies sont fixées par la consultation des oracles suivi de l'autorisation accordée par le grand prêtre appelé " Tchodjo ". Après les luttes, les prêtres traditionnels font une tournée dans les lieux sacrés pour remercier les ancêtres d’avoir permis la cérémonie.

### Déroulé
Evala est la plus grande fête du pays Kabyè, dans le nord du Togo. Il s'agit d'un rite initiatique, qui fait entrer les jeunes dans le rang des hommes. Aussi des luttes traditionnelles dans les différents cantons de la préfecture de Kozah. De manière générale, c'est un programme d'activités culturelles (soirées culturelles, concerts, chants, danses et contes traditionnels, soirées théâtrales ... ) qui se déroule dans la ville de Kara et ses environs.

### Pratique
La cérémonie des Évala est pratiquée par des jeunes de la préfecture de la Kozah qui ont généralement un âge compris 18 et 20 ans. Cette cérémonie permet aux jeunes d'intégrer la classe des adultes. l'événement le plus suivi au cours de cette période est la lutte dans un arène (généralement un terrain de football).

### Période
L' Évala se déroule en général à partir de la deuxième semaine du mois de juillet. Les luttes durent huit (8) jours ; du deuxième samedi au troisième. C'est dans cette période que tous les cantons organise leur cérémonie.